# Trogocytose

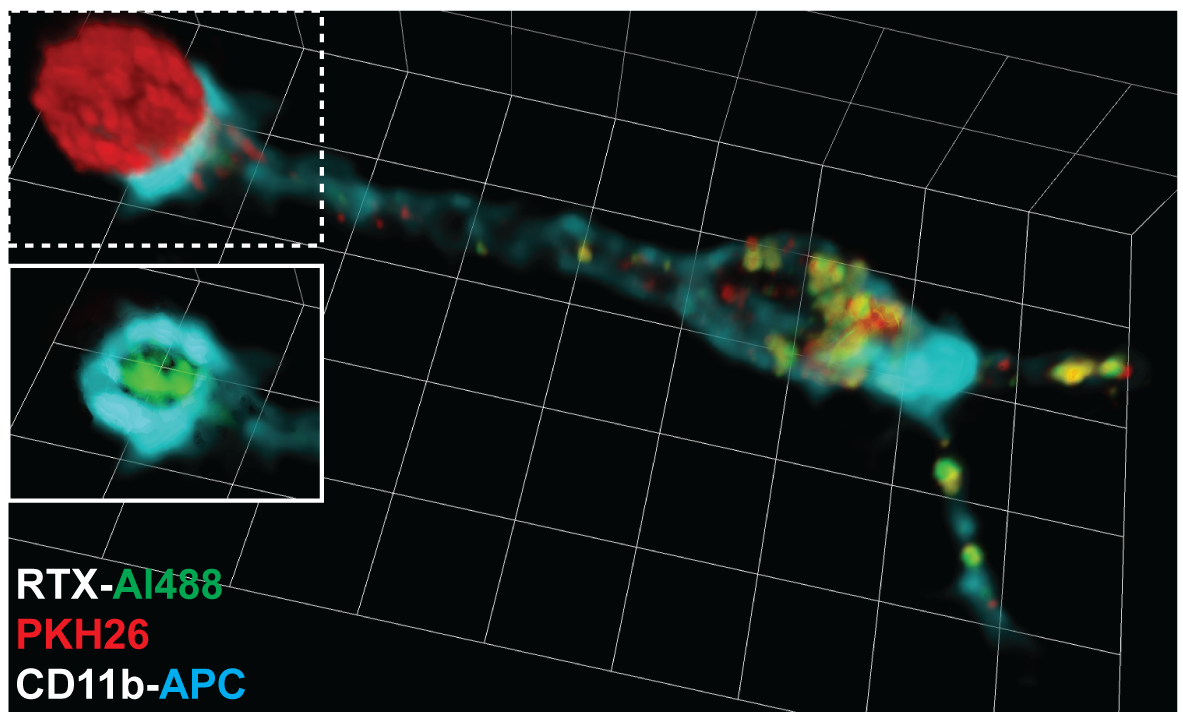
Reconstruction volumétrique à partir de coupes confocales d'une interface cellule Ramos-RAW. Des cellules Ramos (rouges) recouvertes de RTX-Al488 (vert) et marquées au PKH26 sont incubées avec des cellules RAW pendant 45 minutes à 37°C. Les cellules RAW sont marquées avec l'anti-CD11b-APC (cyan). La cellule RAW a largement trogocytosé à la fois RTX et PKH26. L'encart montre la zone en pointillé au-dessus de la cellule sans le canal PKH26, révélant la concentration de RTX-Al488 à l'interface cellule-cellule, autrement appauvrie par rapport au reste de la cellule Ramos. La réaction de trogocytose est arrêtée par la fixation 45 min après la coïncubation. Les cellules de Ramos ont un diamètre d'environ 12 μm.

Trogocytose (grec moderne : trogo ; ronger) est le fait pour une cellule de grignoter une autre cellule. Il s'agit d'un processus par lequel des lymphocytes (cellules B, T et NK) conjugués à des cellules présentatrices d'antigène extraient des molécules de surface de ces cellules et les expriment à leur propre surface. La réorganisation moléculaire se produisant à l'interface entre le lymphocyte et la cellule présentatrice d'antigène lors de la conjugaison est également appelée « synapse immunologique ».

## Étapes de la découverte de la trogocytose
La première indication de l'existence de ce processus remonte à la fin des années 70, lorsque plusieurs groupes de recherche ont signalé la présence de molécules inattendues telles que les molécules du complexe majeur d'histocompatibilité (CMH) sur les cellules T. L'idée que des fragments de membrane, et non des molécules isolées, pouvaient être capturés par les cellules T sur les cellules présentatrices d'antigènes est suggérée par la capture de molécules du CMH fusionnées à la protéine fluorescente verte (GFP) dans leur partie intracellulaire. La démonstration de l'implication de fragments membranaires dans ce processus de transfert est apportée lorsque des sondes fluorescentes incorporées dans la membrane plasmique de la cellule présentatrice d'antigène ainsi que des molécules non CMH sont capturées par les cellules T en même temps que l'antigène,.

## Types de cellules réalisant une trogocytose
La trogocytose est initialement documentée dans les cellules T, B et NK à la fois in vivo et in vitro. Sur les cellules T et les cellules B, la trogocytose est déclenchée lorsque le récepteur des cellules T (TCR) sur les cellules T ou le récepteur des cellules B (BCR) sur les cellules B interagit avec l'antigène reconnu sur les cellules présentatrices d'antigène. Comme pour les lymphocytes, la trogocytose se produit avec les PMN (leucocytes polymorphonucléaires, également appelés granulocytes) et est associée à une ADCC efficace (cytotoxicité à médiation cellulaire dépendante des anticorps).
Il est démontré que pour initier l'ADCC in vitro, les PMN doivent adhérer à leurs cellules cibles et former des jonctions serrées avec les cellules tumorales opsonisées par les anticorps. Ce regroupement cellulaire précède l'échange mutuel de lipides membranaires entre l'effecteur et la cellule cible pendant l'ADCC et ne se produit pas en l'absence d'anticorps opsonisants. La trogocytose se produit également dans les monocytes et les cellules dendritiques. En dehors du système immunitaire, des transferts similaires de fragments membranaires sont documentés entre les spermatozoïdes et les ovocytes, un processus dont on pense qu'il contribue à la fusion des gamètes.
Dernièrement, le terme est attribué aux macrophages, tels que les microglies résidant dans le SNC, qui sont capables d'éliminer partiellement de petites portions d'axones neuronaux au cours du développement postnatal.

## Mécanismes de la trogocytose
La trogocytose implique le transfert de fragments de la membrane plasmique de la cellule présentatrice au lymphocyte. La trogocytose est spécifiquement déclenchée par la signalisation des récepteurs de l'antigène sur les cellules T et B, par les récepteurs inhibiteurs et activateurs des tueurs sur les cellules NK et par divers récepteurs sur d'autres cellules, y compris le récepteur Fc et le récepteur de classe A du scavenger. Il est probable que la trogocytose n'implique pas la capture de vésicules telles que les exosomes sécrétés par les cellules présentatrices d'antigènes. Au contraire, les molécules pourraient passer des cellules présentatrices d'antigènes aux lymphocytes, transportées par des nanotubes membranaires, ou des fragments de membrane pourraient être déchirés par les cellules T en raison des forces physiques nécessaires à la formation et à la déformation des synapses immunologiques. Selon les deux types de cellules impliquées dans les conjugaisons, la trogocytose peut être unidirectionnelle ou bidirectionnelle. Les protéines transférées par trogocytose sont nombreuses et comprennent principalement des protéines insérées dans la membrane plasmique ou étroitement associées à celle-ci (protéines couvrant la bicouche lipidique ou insérées dans les feuillets extracellulaires ou intracellulaires). Par exemple, il est récemment démontré que les lymphocytes humains acquièrent la protéine de la membrane interne H-Ras, une protéine G vitale pour les fonctions lymphocytaires courantes et un acteur de premier plan dans le cancer humain, à partir des cellules qu'ils scannent. Le transfert dépendait du contact cellulaire et s'est produit dans le contexte de la formation de conjugués cellulaires. De plus, l'acquisition de H-RasG12V oncogène par les lymphocytes NK et T avait des fonctions biologiques importantes dans les lymphocytes adoptants : la phosphorylation de ERK induite par le H-RasG12V transféré, une sécrétion accrue d'interféron-γ et de facteur de nécrose tumorale-α, une prolifération lymphocytaire accrue et augmentation de la destruction des cellules cibles médiée par les NK.

## Conséquences physiologiques
La trogocytose peut avoir des conséquences physiologiques de deux manières : soit parce que les cellules "réceptrices" acquièrent et utilisent des molécules qu'elles n'expriment pas habituellement, soit parce que les cellules "donneuses" sont dépourvues de molécules, ce qui peut modifier leur interaction avec leurs partenaires cellulaires. Les molécules acquises, telles que les molécules régulatrices avec des composants extracellulaires ou intracellulaires, peuvent modifier l'activité des lymphocytes et orienter plusieurs de leurs fonctions, telles que la migration vers les tissus lésés adéquats. De tels fragments de membrane plasmique obtenus pourraient également contribuer à la capacité de proliférer, car les lipides sont des composants hautement énergétiques qui réclament de s'établir. La trogocytose pourrait être apparue pour la première fois chez des organismes très primitifs afin de se nourrir d'autres cellules. La plupart des fonctions biologiques identifiées pour la trogocytose ont été rapportées pour les lymphocytes et les cellules dendritiques. Les principales découvertes dans ce sens sont les suivantes :
- les lymphocytes T cytotoxiques ayant capturé des complexes peptide antigénique-CMH peuvent être tués par des CTL spécifiques de cet antigène (un processus appelé fratricide)
- les lymphocytes T auxiliaires ayant capturé des complexes peptide antigénique-CMH sont impliqués dans une boucle de rétroaction régulatrice négative conduisant à leur inactivation [10]
- les cellules dendritiques débarrassées des complexes peptide antigénique-CMH par les lymphocytes T par trogocytose contribuent à la maturation par affinité de la réponse des lymphocytes T en sélectionnant des lymphocytes T de haute affinité [11]
- la modulation à la baisse des molécules costimulatrices sur les cellules dendritiques médiées par les lymphocytes T conduit à la régulation de la réponse des lymphocytes T [12]
- le transfert d'antigène entre cellules dendritiques par trogocytose favorise la réactivation des lymphocytes T mémoire au détriment des lymphocytes T naïfs [13]
- le transfert d'antigène entre cellules dendritiques par trogocytose contribue au rejet de l'allogreffe [14]

## Implications de la trogocytose dans les approches sérologiques
Les anticorps thérapeutiques peuvent être utilisés pour traiter le cancer. Un exemple est le rituximab, un anticorps thérapeutique utilisé pour traiter la leucémie lymphoïde chronique, qui reconnaît la molécule CD20 exprimée par les cellules tumorales et conduit à leur élimination. Cependant, l'utilisation d'une trop grande quantité d'anticorps résulte en partie de l'élimination des complexes rituximab-CD20 de la surface des cellules tumorales par les monocytes par trogocytose. Cet effet conduit à l'échappement des cellules tumorales par modulation antigénique. Réduire la dose d'anticorps thérapeutiques pour limiter l'étendue de la trogocytose pourrait améliorer leur efficacité thérapeutique.
Epratuzumab (un CD22 Mab) agit en utilisant la trogocytose pour transférer le CD22 et d'autres protéines des lymphocytes B des lymphocytes B aux cellules effectrices.

## Tests basés sur la trogocytose comme outils d'immunosurveillance
Les tests TRAP (TRogocytosis Analysis Protocol) permettent d'identifier, de caractériser et de purifier les cellules T et B reconnaissant leur antigène spécifique en fonction de leur capacité à extraire des molécules (en l'occurrence des sondes fluorescentes) de la membrane plasmique des cellules présentatrices d'antigène. Ces tests nécessitent un équipement tel qu'un cytomètre en flux mais sont par ailleurs très bon marché, faciles à réaliser, rapides (peuvent être réalisés en 3 heures) et applicables à toute population de cellules T ou B. Les tests TRAP sont utilisés avec succès pour détecter les réponses des lymphocytes T contre les infections virales, le cancer, les maladies auto-immunes  et les vaccins.